# Hugh Audley (1er comte de Gloucester)
Pour les articles homonymes, voir Hugh Audley.
Hugh (de) Audley (vers 1291 – 10 novembre 1347), 1er baron Audley puis 1er comte de Gloucester, est un baron et courtisan anglais. Apprécié par le roi Édouard II, il est le seul de tous ses favoris à lui avoir survécu. Audley réussit même à jouer un rôle significatif durant les premières années du règne d'Édouard III.

## Biographie

### Origines et jeunesse
Hugh Audley est issu de la famille Audley. Il est le deuxième fils de Hugh Audley et d'Isolde le Rous, veuve de Walter de Balun. Son père est un petit baron possédant des terres dans le Gloucestershire et l'Oxfordshire, notamment Stratton Audley. Hugh Audley le Jeune est présenté à la cour, sans doute par son père, au début des années 1310. Il est mentionné pour la première fois en novembre 1311, en tant que nouveau chevalier au sein de la suite du roi Édouard II. 
En mars 1312, Audley fait partie d'une délégation de barons neutres qui vient représenter le roi lors des discussions concernant les Ordonnances, rédigées par la fronde baronniale conduite par Thomas Plantagenêt, 2e comte de Lancastre. En novembre 1313, il reçoit pour la première fois des terres en récompense de ses services et de sa loyauté. Au cours de l'année 1315, il sert de messager entre la cour et le comte de Lancastre, afin de préparer le retour de celui-ci au sein du gouvernement. 

### Ascension à la cour d'Édouard II
Audley s'élève progressivement parmi les différents courtisans et devient l'un des favoris du roi d'Angleterre au cours de l'année 1316. Étant un fidèle vassal du roi, il reçoit l'immense honneur d'épouser le 28 avril 1317 Marguerite de Clare, une des nièces du roi qui est également l'une des cohéritières du comte de Gloucester, décédé en 1314. Jusqu'en août 1318, Hugh Audley, Roger Damory et William Montagu sont les membres les plus en vue du cercle des favoris royaux. Ils exercent une très grande influence sur Édouard II, même si Audley est probablement celui qui reçoit le moins d'honneurs de la part du roi. 
Le 20 novembre 1317, Hugh Audley est convoqué pour la première fois par le Parlement et y est créé baron Audley. L'Angleterre se trouve cependant à ce moment-là dans une situation difficile à cause des défaites militaires contre l'Écosse et la Grande famine de 1315-1317. Ces crises, additionnées aux faveurs que fait pleuvoir le roi sur ses courtisans, attirent le mécontentement des grands barons du royaume, dont le chef de file est le comte de Lancastre. Cette opposition grandissante des barons convainc finalement Audley de quitter la cour en octobre 1318, peu après la signature du traité de Leake. Audley sert ensuite Édouard II lors de ses campagnes militaires contre l'Écosse, notamment en septembre 1319 lors du siège infructueux de Berwick-upon-Tweed.

### Rébellion et emprisonnement
La cupidité de Hugues le Despenser, seul favori du roi à partir de la fin de 1319, fait de ses deux beaux-frères Hugh Audley et Roger Damory ses victimes. En effet, Despenser commence à étendre ses possessions dans le sud du pays de Galles, dont celles de l'héritage du comte de Gloucester. Avant que Hugh Audley ne puisse officiellement prendre possession de Gwynllŵg, Hugues le Despenser s'assure de la loyauté de ses futurs vassaux. Le roi confirme finalement Gwynllŵg à son favori, tandis que Audley doit se contenter de fiefs plus modestes en Angleterre. Au début de l'année 1321, Damory et Audley rejoignent les seigneurs des Marches galloises qui, mécontents des intrigues de Despenser, se saisissent de ses domaines. 
Audley est présent à Sherburn-in-Elmet en juin 1321 lorsque Lancastre prend la tête de la coalition des barons contre le roi et Despenser. En août suivant, ils parviennent à imposer l'exil de Despenser. Cette situation ne dure pas et, en décembre de la même année, Édouard II ordonne le rappel de son favori et part en campagne contre les barons. À la bataille de Boroughbridge le 16 mars 1322, l'opposition des barons est anéantie. Lancastre est exécuté, Damory meurt de ses blessures et de nombreux autres rebelles sont incarcérés ou doivent payer une amende. Audley, capturé à Boroughbridge, n'échappe à l'exécution que grâce à l'intercession de son épouse Marguerite auprès d'Édouard II. Il est néanmoins emprisonné au château de Wallingford, avant d'être transféré plus tard à celui de Berkhamsted puis à celui de Nottingham le 28 octobre 1325.

### Service auprès d'Édouard III et dernières années
Hugh Audley s'évade de Nottingham entre la fin de 1325 et l'automne 1326, date à laquelle le régime d'Édouard II et de Despenser s'effondre. Le pouvoir est alors saisi par la reine Isabelle et son amant Roger Mortimer, qui gouvernent au nom du jeune Édouard III. Ils accordent le 2 mars 1327 un pardon à Audley pour son évasion de Nottingham et lui restituent l'essentiel des terres que Despenser lui avait confisquées depuis 1319. Toutefois, Audley rejoint une nouvelle fois l'opposition lorsque Henri Plantagenêt se révolte en octobre 1328 contre le régime corrompu des régents. Cette rébellion échoue par manque de coordination et Henri doit capituler en janvier 1329, tout comme ses partisans. Audley est ainsi condamné à une amende importante de 10,000 £ et voit ses terres confisquées jusqu'au paiement de l'amende. Il en est finalement exempté en octobre 1330 lorsque le roi Édouard III renverse la reine Isabelle et fait exécuter Mortimer. 
Audley sert par la suite fidèlement le roi Édouard III. En 1331, il est envoyé en France en tant qu'ambassadeur. Au cours des années 1330, il accompagne le roi lors de ses campagnes militaires en Écosse. En récompense de ses nombreux services, Audley est en 1337 élevé au titre de comte de Gloucester, dont sa femme est l'héritière. Audley poursuit sa carrière militaire en Écosse et en France. Ainsi, en 1338, il participe au siège de Dunbar. En 1339, il accompagne Édouard III en Flandre et, l'année suivante, est présent au cours de la victoire navale de L'Écluse. Enfin, en 1342, il est envoyé guerroyer en Bretagne. Mort le 10 novembre 1347, Hugh Audley est enterré aux côtés de son épouse Marguerite de Clare, décédée en 1342, au prieuré de Tonbridge, dans le comté de Kent. Son mariage ne laisse qu'une fille, Marguerite Audley, qui a été enlevée et épousée en 1336 par Ralph de Stafford, 1er comte de Stafford.